# El Rodeo (Catamarca)
El Rodeo es una importante villa turística de la provincia de Catamarca, Argentina. Está situada en el Departamento Ambato, al pie de la sierra de Ambato, a 1.250 m s. n. m. y a solo 39 km de la capital provincial.
Su microclima fresco y agradable en verano y su proximidad a la ciudad de San Fernando del Valle de Catamarca atraen a numerosos turistas, tanto nacionales como internacionales.

## Atractivos turísticos
La localidad cuenta con una hostería, hostal, casa residencial, un camping donde alojarse o acampar. Lugareños, turistas y veraneantes realizan circuitos de montaña donde se aprecian imponentes vistas panorámicas. Tanto en automóvil como a caballo o caminando, pueden realizarse numerosos paseos y excursiones, de cortas o largas distancias, hacia los pintorescos rincones serranos de las cercanías. 
Otras actividades posibles son la pesca, cabalgatas organizadas con baqueanos, baños en arroyos y piletas y salidas nocturnas a restoranes o peñas durante la temporada de verano.
Las calles y callejones tienen nombres de árboles y flores y se caracterizan por el colorido de los jardines donde abundan las flores, especialmente maravillas, hortensias y dalias.
Durante el verano se desarrollan dos importantes eventos: el "Festival de La Flor", en el cual se puede disfrutar del folclore y las comidas típicas y "El Rodeo Grande", en el que se viven las destrezas de campo y se disfruta de la música y comidas tradicionales.
Sin embargo, la fiesta más importante es el "Niquixao", que tiene lugar cada 25 de mayo y se desarrolla durante todo el día. En ella se realizan también todas las actividades anteriores, a las que se suman el desfile y la feria de artesanos.
No solo en verano sino durante todo el año, El Rodeo es centro de desarrollo de eventos deportivos importantes locales, provinciales, nacionales e internacionales, especialmente ciclismo, motocross, trail y ultra-trail.
Cada año, en Semana Santa, también se realiza la cabalgata-Peregrinación a la Virgen del Cerro, ubicada en Altos de Arena, a unos 3500 m s. n. m. La misma se desarrolla con fines religiosos y se puede participar libremente, previo contacto con los baqueanos que la organizan.
Entre los monumentos más antiguos se encuentran el Cristo Redentor, construido en 1966 sobre el cerro Huayco; la Cabeza de Piedra; la Capilla de Nuestra Señora de la Pura y Limpia Concepción, comúnmente conocida como la "Iglesia Vieja" y que fuera construida en 1866.
La principal actividad rural es la fruticultura, especialmente de la nuez y cuya producción anual promedio es de doscientas toneladas, además de la cría de animales.
El Rodeo cuenta con restaurantes, rotisería, almacenes, farmacia, entre otros comercios.

## Población
Cuenta con 1007 habitantes (Indec, 2010), lo que representa un descenso del 2% frente a los 1033 habitantes (Indec, 2001) del censo anterior. 
| Gráfica de evolución demográfica de El Rodeo entre 1991 y 2010 |
|                                                                |
| Fuente: Censos nacionales del INDEC                            |

## Geografía

### Características principales - Flora y Fauna
Rica en vegetación, en El Rodeo abundan el nogal, algarrobo, churqui, tala, viscote (o visco) y los sauces que dan una belleza muy particular a la vera de los arroyos, brindando sombras importantes y aportando al verde constante del paisaje. También se pueden encontrar las frutas de “Castilla”, como el durazno, ciruela, nuez y  membrillo, con los cuales se elaboran los característicos dulces caseros.
Son variadísimos los ejemplares de árboles y arbustos que encontramos, especialmente en las pintorescas quebradas.
El pueblo está regado por cinco ríos que nacen en las altas cumbres del Ambato, cruzan el valle y confluyen en la quebrada de La Puerta – localidad cercana y con la cual se constituye en circuito turístico – sirviendo también como agua de riego para una amplia zona de influencia en la provincia de Catamarca. Algunos de ellos crecen en temporada de lluvias, por lo que es conveniente tener precaución y no acampar en sus orillas. 
La belleza del paisaje, el microclima y la tranquilidad invitan al turista a descansar o realizar cabalgatas y caminatas por los distintos puntos de aventura como El Nogal Marcado, El Cristo Redentor, La Mesadita, La Pelada del Fraile, Las Cascaditas, La Cruz, y para los más aventureros, una expedición al Cerro El Manchao, a El Bañadero de los Cóndores.
El principal curso de agua es el río Ambato que nace en el cerro El Manchao, donde se practica la pesca de la exquisita trucha asalmonada. El segundo en importancia es el río Los Nogales, de donde se extrae al igual que del Ambato el agua potable para la población. Estos dos ríos, además de Las Cascaditas y Los Pinos, confluyen en la Quebrada de La Puerta y se unen al Río Grande que desemboca en el dique Las Pirquitas.
Existe una gran variedad de mamíferos y aves silvestres. En las altas cumbres podemos ver venados, guanacos, pumas, zorros colorados y el majestuoso cóndor, estos últimos, en muchas oportunidades pueden observarse desde la villa misma. Abundan zorros, pumas, corzuelas, chinchillas, vizcachas, perdices. 
La exuberancia de los verdes cobija una importante cantidad y variedad de aves, tales como el zorzal, la tacuarita o charrasquita, azulejos, horneros, reinamora, pájaro carpintero, etc.
Tanto la caza como la pesca están reguladas y controladas por el ente correspondiente.